# Teófilo Otoni
Teófilo Otoni là một đô thị thuộc bang Minas Gerais, Brasil. Đô thị này có diện tích 3242,818 km², dân số năm 2007 là 126895 người, mật độ 39,1 người/km².